# Люсьєн Лоран
Люсьє́н Лора́н (фр. Lucien Laurent, нар.10 грудня 1907 — пом.11 квітня 2005)  — французький футболіст, нападник. Учасник чемпіонатів світу 1930 і 1934 років. Автор першого голу в історії чемпіонатів світу.

## Спортивна кар'єра
На клубному рівні Люсьен Лоран виступав у себе на батьківщині в складі багатьох клубів. Найвищим досягненням гравця став вихід у фінал кубка Франції 1928 року. Клуб футболіста «Серкль Атлетік» Париж поступився іншому столичному колективу — «Ред Стар» з рахунком 1:3.
В 1930 році Лоран дебютував у складі збірної Франції в товариському матчі проти збірної Португалії, що завершився поразкою команди Люсьена 0:2.
В історію футболу Лоран увійшов, як автор першого голу в історії чемпіонатів світу. 13 липня 1930 року він відзначився голом на 19-й хвилині матчу проти збірної Мексики. Цей поєдинок французи виграли 4:1, втім не зуміли вийти з підгрупи, поступившись в наступних матчах Аргентині (0:1) і Чилі (0:1).
Був Лоран в заявці своєї збірної і на чемпіонаті світу 1934 року, але не виходив на поле. Загалом у збірній футболіст відіграв 10 матчів і забив 2 голи.
Під час війни служив у армії, три роки провів у полоні. Після війни продовжив кар'єру граючим тренером у клубі «Безансон».

## Досягнення
- Фіналіст кубка Франції (1): 1928

## Статистика
Статистика виступів в офіційних матчах:
| Сезон             | Команда           | Чемпіонат | Чемпіонат | Чемпіонат | Кубок | Кубок | Збірна | Збірна |
| Сезон             | Команда           | Ліга      | Ігри      | Голи      | Ігри  | Голи  | Ігри   | Голи   |
| ----------------- | ----------------- | --------- | --------- | --------- | ----- | ----- | ------ | ------ |
| 1926/27           | «СА Париж»        | —         | —         | —         | 6     | 3     | —      | —      |
| 1927/28           | «СА Париж»        | —         | —         | —         | 8     | 3     | —      | —      |
| 1928/29           | «СА Париж»        | —         | —         | —         | 4     | 3     | —      | —      |
| 1929/30           | «СА Париж»        | —         | —         | —         | 4     | 6     | 2      | 0      |
| 1930/31           | «Сошо»            | —         | —         | —         | 2     | 2     | 4      | 2      |
| 1931/32           | «Сошо»            | —         | —         | —         | 3     | 0     | 3      | 0      |
| 1932/33           | «Клуб Франсе»     | Д-1       | 18        | 9         | 3     | 1     | —      | —      |
| 1933/34           | «СА Париж»        | Д-1       | 24        | 12        | 3     | 0     | —      | —      |
| 1934/35           | «Мюлуз»           | Д-1       | 30        | 9         | 3     | 1     | 1      | 0      |
| 1935/36           | «Сошо»            | Д-1       | 7         | 2         | 1     | 0     | —      | —      |
| 1936/37           | «Ренн»            | Д-1       | 29        | 8         | 4     | 3     | —      | —      |
| 1937/38           | «Страсбур»        | Д-1       | 18        | 3         | 1     | 0     | —      | —      |
| 1938/39           | «Страсбур»        | Д-1       | 10        | 1         | —     | —     | —      | —      |
| 1943/44           | «Безансон»        | —         | —         | —         | 3     | 1     | —      | —      |
| 1944/45           | «Безансон»        | —         | —         | —         | 4     | 1     | —      | —      |
| 1945/46           | «Безансон»        | Д-2       | 15        | 1         | 1     | 0     | —      | —      |
| 1946/47           | «Безансон»        | Д-2       | 9         | 2         | —     | —     | —      | —      |
| 1949/50           | «Безансон»        | Д-2       | 1         | 0         | —     | —     | —      | —      |
| Усього за кар'єру | Усього за кар'єру | Д-2       | 25        | 3         | 50    | 24    | 10     | 2      |
| Усього за кар'єру | Усього за кар'єру | Д-1       | 136       | 44        | 50    | 24    | 10     | 2      |

На чемпіонаті світу 1930 року:
| група «А» 13 липня 1930 |

| Франція                        | 4 — 1 | Мексика       |
| ------------------------------ | ----- | ------------- |
| Лоран 19', 40' Машіно 43', 87' | Звіт  | Карреньйо 70' |

| «Естадіо Посітос» (Монтевідео) Глядачів: 4 444 |

Франція: Алексіс Тепо, Марсель Ланжіє, Александр Віллаплан (), Ернест Лібераті, Андре Машіно, Етьєн Маттле, Марсель Пінель, Люсьєн Лоран, Марсель Капелль, Огюстен Шантрель, Едмон Дельфур. Тренер — Рауль Кодрон.
Мексика: Оскар Бонфільйо, Хуан Карреньйо, Рафаель Гутьєррес (), Хосе Руїс, Альфредо Санчес, Луїс Перес, Іларіо Лопес, Діонісіо Мехія, Феліпе Росас, Мануель Росас, Ефраїн Амескуа. Тренер — Хуан Луке.
| група «А» 15 липня 1930 |

| Аргентина | 1 — 0 | Франція |
| --------- | ----- | ------- |
| Монті 81' | Звіт  |         |

| «Естадіо Парк Сентрал» (Монтевідео) Глядачів: 23 409 |

Аргентина: Анхель Боссіо, Франсіско Варальйо, Хосе Делья Торре, Луїс Монті, Хуан Еварісто, Маріо Еварісто, Мануель Феррейра (), Роберто Черро, Рамон Муттіс, Наталіо Перінетті, Педро Суарес. Тренер — Франсіско Оласар.
Франція: Алексіс Тепо, Ернест Лібераті, Андре Машіно, Етьєн Маттле, Марсель Пінель, Марсель Ланжіє, Александр Віллаплан (), Люсьєн Лоран, Марсель Капелль, Огюстен Шантрель, Едмон Дельфур. Тренер — Рауль Кодрон.